# Криптия
Криптия (др.-греч. κρυπτείᾱ) — карательное мероприятие (избиение), периодически организовывавшееся спартанским рабовладельческим государством (Древняя Греция) для устрашения илотов. Такие облавы на илотов служили также воспитанию самих молодых спартиатов. Вот как Плутарх описывает криптии:
Вот как происходили криптии. Время от времени власти отправляли бродить по окрестностям молодых людей, считавшихся наиболее сообразительными, снабдив их только короткими мечами и самым необходимым запасом продовольствия. Днём они отдыхали, прячась по укромным уголкам, а ночью, покинув свои убежища, умерщвляли всех илотов, каких захватывали на дорогах. Нередко они обходили и поля, убивая самых крепких и сильных илотов.
Чтобы иметь формально законное оправдание убийств илотов, эфоры ежегодно объявляли илотам войну.